# マシュー・バーニー
マシュー・バーニー（Matthew Barney、1967年3月25日 - ）はアメリカの現代美術家。ニューヨーク在住。コンテポラリー・アートを代表する作家のひとりとして1990年代以来台頭してきた。
彼の独特な彫刻は美容整形用のシリコンなどの素材から構成される作品も多く、また映像による作品では、その緩慢な編集が独特の雰囲気をつくりあげている。人体をテーマにしたパフォーマンスやビデオなどからなる『拘束のドローイング』シリーズの制作を続けるほか、5部作の長大な映像作品『クレマスター』シリーズを制作。自らが出演する映像作品の中で用いた彫刻をインスタレーションとして発表している。
パートナーであった歌手のビョークとの間に娘のイザドラがいる。ビョークとは2013年に破局。ビョークとの協働の様子はドキュメンタリー映画『マシュー・バーニー:拘束ナシ』(2006)で見ることができる。
『クレマスター』シリーズ全5部作のうち3作品で音楽を担当したジョナサン・べプラーと協働して6時間の映像オペラ『リバー・オブ・ファンダメント（RIVER OF FUNDAMENT）』(2014)を制作。日本では、2017年8月24日に山口情報芸術センター（YCAM）での「YCAM 爆音映画祭 2017」におけるオープニング作品として初公開。2019年9月1日、国指定重要文化財の大阪市中央公会堂で4K上映された。

## 略歴
- 1967年 サンフランシスコで生まれる
- 1989年 イェール大学卒業。プリ・メッドと呼ばれる大学院医学部の予科の専攻も考えたが、美術専攻で卒業した。医学部出身という事実はない。高校時代、アメリカンフットボールの選手だったため、スポーツ特待生で入学。在学中、J.Crewのファッション・モデルも経験。
- 1991年 サンフランシスコ近代美術館で個展を開催
- 1993年  国際美術展覧会ヴェネツィア・ビエンナーレのアペルト部門で「ヨーロッパ2000」賞を受賞
- 1996年 グッゲンハイム美術館の「ヒューゴ・ボス」賞を受賞
- 2002年 渋谷シネマライズで「クレマスター」フィルム・サイクルを開催（企画：清水敏男＋鈴木朋幸）。フィルム作品シリーズ『クレマスター』サイクル全5部作を1日で全て通して上映するのは世界初とあり、マシュー・バーニー本人が企画名を命名した。
- 2003年 元々、前年に開催予定ながら、9.11の影響で延期された個展「Matthew Barney: The Cremaster Cycle」を N.Yグッゲンハイム美術館で開催（企画：ナンシー・スペクター、ルートヴィヒ美術館、パリ市立近代美術館から巡回）[2]
- 2005年 金沢21世紀美術館で個展「マシュー・バーニー：拘束のドローイング展」を開催（企画：長谷川祐子、リウムサムスン美術館、サンフランシスコ近代美術館へ巡回）[3]
- 2014年 ハウス・デア・クンストで個展「RIVER OF FUNDAMENT」を開催（企画：オクウィ・エンヴェゾー 、MONA（タスマニアのミュージアム・オブ・オールド・アンド・ニュー・アート）、ロサンゼルス現代美術館へ巡回）[4]
- 2019年 イェール大学美術館で個展「Matthew Barney: Redoubt」を開催（北京のUCCA Center for Contemporary Art 、ヘイワード・ギャラリーへ巡回）[5]

## フィルモグラフィ
- クレマスター4（1994）
- クレマスター1（1995）
- クレマスター5（1997）
- クレマスター2（1999）
- クレマスター3（2002）
- 拘束のドローイング9（2005）
- リバー・オブ・ファンダメント（2014）
- リダウト（2018）

## 主な収蔵先
- パブリック・コレクション：ダラス美術館、シカゴ現代美術館、ニューヨーク近代美術館、ウォーカー・アートセンター、テート・ギャラリー、ホイットニー美術館、ソロモン・R・グッゲンハイム美術館、金沢21世紀美術館、東京都現代美術館、ルイ・ヴィトン財団[6]。